# レギオン包囲戦
レギオン包囲戦（レギオンほういせん）は、ピュロス戦争中の紀元前278年に、ローマ軍反乱兵に占領されたレギオン（ラテン語名レギウム、現在のレッジョ・ディ・カラブリア）を、執政官ガイウス・ファブリキウス・ルスキヌスが開放した戦闘である。

## 概要
ターレス（ラテン語名タレントゥム、現在のターラント）と共和政ローマの緊張が高まり、ターレスの求めに応じてエペイロス王ピュロスがイタリアに渡ると、メッシーナ海峡に面するギリシア都市レギオンは、ローマに守備兵の派遣を依頼した。ローマはカンパニア人の部隊4,000を送り込んだ。当初彼らはこの任務に誇りを持っていたが、ローマがターレスとピュロスに対応するのに忙しくしていたため、この派遣軍の士気は落ち始めていた。
この頃、対岸のシケリアのメッセネは、カンパニア人のマメルティニが占拠していた。マメルティニはシュラクサイの僭主アガトクレスが雇用していた傭兵であったが、紀元前289年にアガトクレスが死去すると、メッセネを占領して男を殺し女性を妻としていた。レギオンのローマ派遣軍
副司令官のデキウスは、このマメルティニに触発され、兵士を扇動して、レギオンの富を狙うようになった。デキウスは、何人かの市民がピュロスに書いた裏切りを申し込む手紙を市民に提示した。また、ピュロスの船団の一部がレギオン近くに停泊しているとの情報を得ていた。これらを口実に、デキウスは街を簒奪した。多くの市民が殺害された。続いてデキウスはマメルティニとの同盟を結んだ。ローマはピュロスに対応するために忙しく、迅速な行動が取れなかった。レギオンはさらにはピュロスと同盟した。ピュロスはレギオンからシケリアへ渡ることを計画した。
他方、ローマは紀元前279年にカルタゴと同盟を結び、カルタゴ船が500名のローマ軍団兵をレギオンに輸送してた。彼らはローマ反乱兵が支配するレギオンを包囲した。結局は包囲を解いたが、ピュロスの渡海を阻止するために造船用に準備されていた木材に放火して引き上げた。その後イタリアとシケリアの間のメッシーナ海峡にとどまり、ピュロスの渡海の試みを見張っていた。
ピュロスがシケリアに去った後の紀元前278年、執政官ガイウス・ファブリキウス・ルスキヌスがレギオンに派遣された。レギオンは包囲され陥落した。生き残った反乱兵はローマに送られ、鞭打ちの後に処刑された。死体は切り刻まれ、埋葬されなかった。デキウス自身は自決したとも、部下に殺されたとも言う。

## 参考資料
1. ↑  シケリアのディオドロス『歴史叢書』22 fr. 7.5
2. ↑  カッシウス・ディオ『ローマ史』9. fr. 7, 11, 12
3. ↑  Appian, Samnite Wars, 19-20
4. ↑  ポリュビオス『歴史』1.7.7
5. ↑  シケリアのディオドロス『歴史叢書』22.1